# Gare de Takikawa
La gare de Takikawa (滝川駅, Takikawa-eki) est une gare ferroviaire de la ville de Takikawa, à Hokkaido au Japon. Elle est exploitée par la Hokkaido Railway Company (JR Hokkaido).

## Situation ferroviaire
La gare de Takikawa est située au point kilométrique (PK) 369,8 de la ligne principale Hakodate. Elle marque le début de la ligne principale Nemuro.

## Histoire
La gare a ouvert le 16 juillet 1898. Avec la privatisation des chemins de fer nationaux japonais (JNR) le 1er avril 1987, la gare est passée sous le contrôle de la JR Hokkaido. 

## Services aux voyageurs

### Accès et accueil

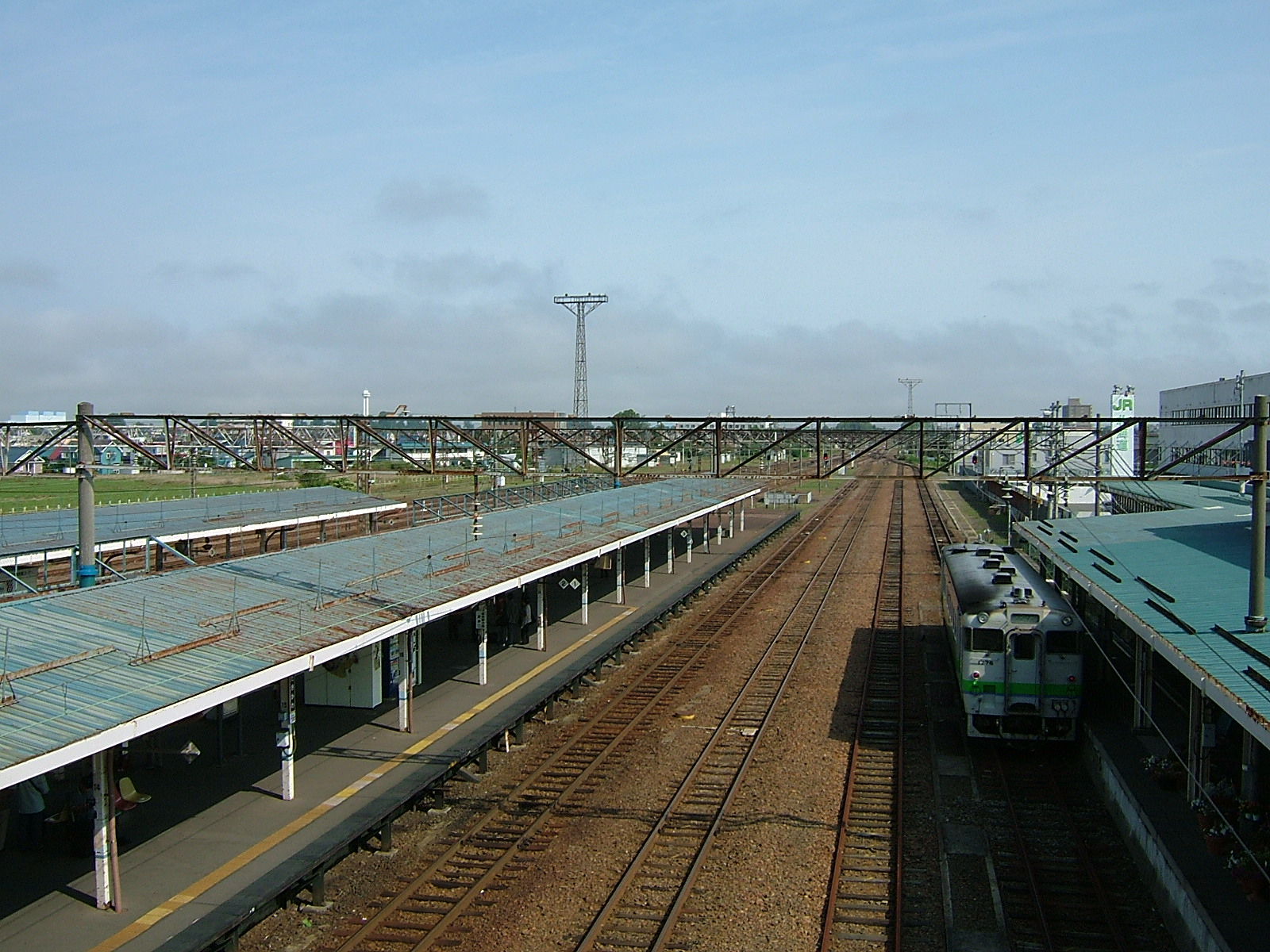
Vue d'ensemble de la gare en septembre 2008

La gare se compose de trois quais en surface qui desservent cinq voies. Elle dispose de distributeurs automatiques de billets, de tourniquets automatiques et de guichets. La carte de transport Kitaca ne peut pas être utilisée dans cette gare. La gare est numérotée "A21".

### Desserte
La gare de Takikawa est desservie par les services limited express Kamui, Liliac, Soya et Okhotsk. 
| 1 | ■ Ligne principale Nemuro   | pour Furano, Shintoku et Obihiro                       |
| 4 | ■ Ligne principale Hakodate | pour Iwamizawa et Sapporo (Services omnibus)           |
| 5 | ■ Ligne principale Hakodate | pour Iwamizawa et Sapporo (limited express)            |
| 6 | ■ Ligne principale Hakodate | pour Asahikawa, Abashiri et Wakkanai (limited express) |
| 7 | ■ Ligne principale Hakodate | pour Fukagawa et Asahikawa (Services omnibus)          |

## Gares adjacentes
| «                         | «                         | Service                   | »                         | »                         |
| Ligne principale Hakodate | Ligne principale Hakodate | Ligne principale Hakodate | Ligne principale Hakodate | Ligne principale Hakodate |
| ------------------------- | ------------------------- | ------------------------- | ------------------------- | ------------------------- |
| Sunagawa (A20)            | Sunagawa (A20)            | Local                     | Ebeotsu (A22)             | Ebeotsu (A22)             |
| Ligne principale Nemuro   |                           |                           |                           |                           |
| Terminus                  | Terminus                  | -                         | Higashi-Takikawa (T22)    | Higashi-Takikawa (T22)    |

## Dans les environs
- Gare routière de Takikawa
- Route Nationale 12
- Route Nationale 38
- Route nationale 451
- Maire de Takikawa
- Commissariat de Takikawa
- Bureau de poste de Takikawa
- Lycée de Takikawa Nishi
- Lycée de Takikawa
- Lycée de Takikawa Kogyo
- Rivière Ishikari